# The Good, the Bart, and the Loki
The Good, the Bart and the Loki (El bueno, el Bart y el Loki, en Hispanoamérica; La buena, el malo y Loki en España) es un cortometraje de animación estadounidense basado en la serie de televisión Los Simpson, producido por Gracie Films y 20th Television Animation para Disney+.
Es el cuarto cortometraje de la franquicia de Los Simpson y el segundo cortometraje promocional después de The Force Awakens from Its Nap (2021) que se relaciona con las marcas y títulos de Disney+. Este corto celebra el Universo Cinematográfico de Marvel, en particular su serie de televisión Loki, con Tom Hiddleston retomando su papel de Loki. El corto fue lanzado el 7 de julio de 2021 en Disney+, junto con el quinto episodio de Loki.

## Sinopsis
Todo comienza en Asgard, donde Odín destierra a su hijo Loki a Springfield, donde termina en la casa de árbol de Bart. Inmediatamente es presentado con la familia, donde por órdenes de Bart, Loki envía a Lisa a la prisión de Asgard. Al estar allí, encuentra el Mjolnir de Thor y adquiere los superpoderes de éste. Pronto, Lisa reúne a los Avengers de Springfield y, destierra a Loki (aunque éste había cambiado de cuerpo con Bart). Pronto Loki vuelve a la normalidad en la habitación de Bart, y Homer lo trata como si fuera su hijo, lo que hace que Loki se sienta feliz a tener una nueva familia.
En una escena de mitad de los créditos, Moe se encuentra con sus amigos de la Taberna, pero en realidad es Loki, quien empieza a reprochar el comportamiento de los seres humanos, pero a Barney no parece importarle en absoluto. En una escena posterior a los créditos, Ralph (interpretando a Hulk) ataca a Loki.
En la escena poscréditos, aparece Loki en un juicio de la TVA, presidido por Ravonna, quien lo acusa de muchos delitos absurdos, declarándolo culpable de todos los cargos.

## Producción
El corto fue dirigido por David Silverman, producido por James L. Brooks, Matt Groening y Al Jean quienes también fueron los guionistas, música hecha por Bleeding FInders Music, grabado y editado en Gracie Films y distribuido por la 20th Century Fox.

## Elenco
- Dan Castellaneta como Homer Simpson / Barney Gumble.
- Nancy Cartwright como Bart Simpson / Ralph Wiggum.
- Yeardley Smith como Lisa Simpson.
- Maurice LaMarche como Odín.
- Tom Hiddleston como Loki.
- Dawnn Lewis como Ravonna Renslayer.

## Doblaje
| Personaje         | Actor de Voz Original | Doblaje de Hispanoamérica | Doblaje de España  |
| ----------------- | --------------------- | ------------------------- | ------------------ |
| Homer Simpson     | Dan Castellaneta      | Humberto Vélez            | Carlos Ysbert      |
| Barney Gumble     | Dan Castellaneta      | Bardo Miranda             | Juan Carlos Lozano |
| Lisa Simpson      | Yeardley Smith        | Patricia Acevedo          | Isacha Mengíbar    |
| Bart Simpson      | Nancy Cartwright      | Claudia Motta             | Sara Vivas         |
| Ralph Wiggum      | Nancy Cartwright      | Cony Madera               | Chelo Vivares      |
| Odín              | Maurice LaMarche      | Gabriel Pingarrón         | Camilo García      |
| Loki              | Tom Hiddleston        | Pepe Vilchis              | David Brau         |
| Ravonna Renslayer | Gugu Mbatha-Raw       | Karla Falcón              | Soraya Pérez       |